# Iglesia de la Asunción (Cretas)
La iglesia Parroquial de la Asunción de Cretas (Provincia de Teruel, España) es un edificio gótico-renacentista del siglo XVI, construido en piedra sillar, que conforma un rotundo y compacto volumen en el que predomina claramente el macizo sobre el hueco. Está dedicada a la asunción de Nuestra Señora, si bien la parroquia a la que pertenece está bajo la advocación de San Juan Bautista, hecho que a menudo provoca confusiones en su nomenclatura.

## Historia
Se levanta en el siglo XVI, para sustituir a un templo anterior construido probablemente en el siglo XIII. Para levantarla se rompió el trazado de la antigua muralla y se ocupó el lugar de uno de los antiguos portales, siendo el maestro constructor Sebastián Deixado, que firma únicamente como “xado”. Durante la guerra civil sufrió un considerable expolio perdiendo gran parte de su decoración interior recuperándolo lentamente en los años posteriores hasta 1983 cuando la iglesia de la asunción es declarada bien de interés cultural. Su sólida construcción original y las numerosas restauraciones han conseguido que hoy en día la iglesia siga siendo considerada la más impresionante de las construcciones Cretenses.

## Características

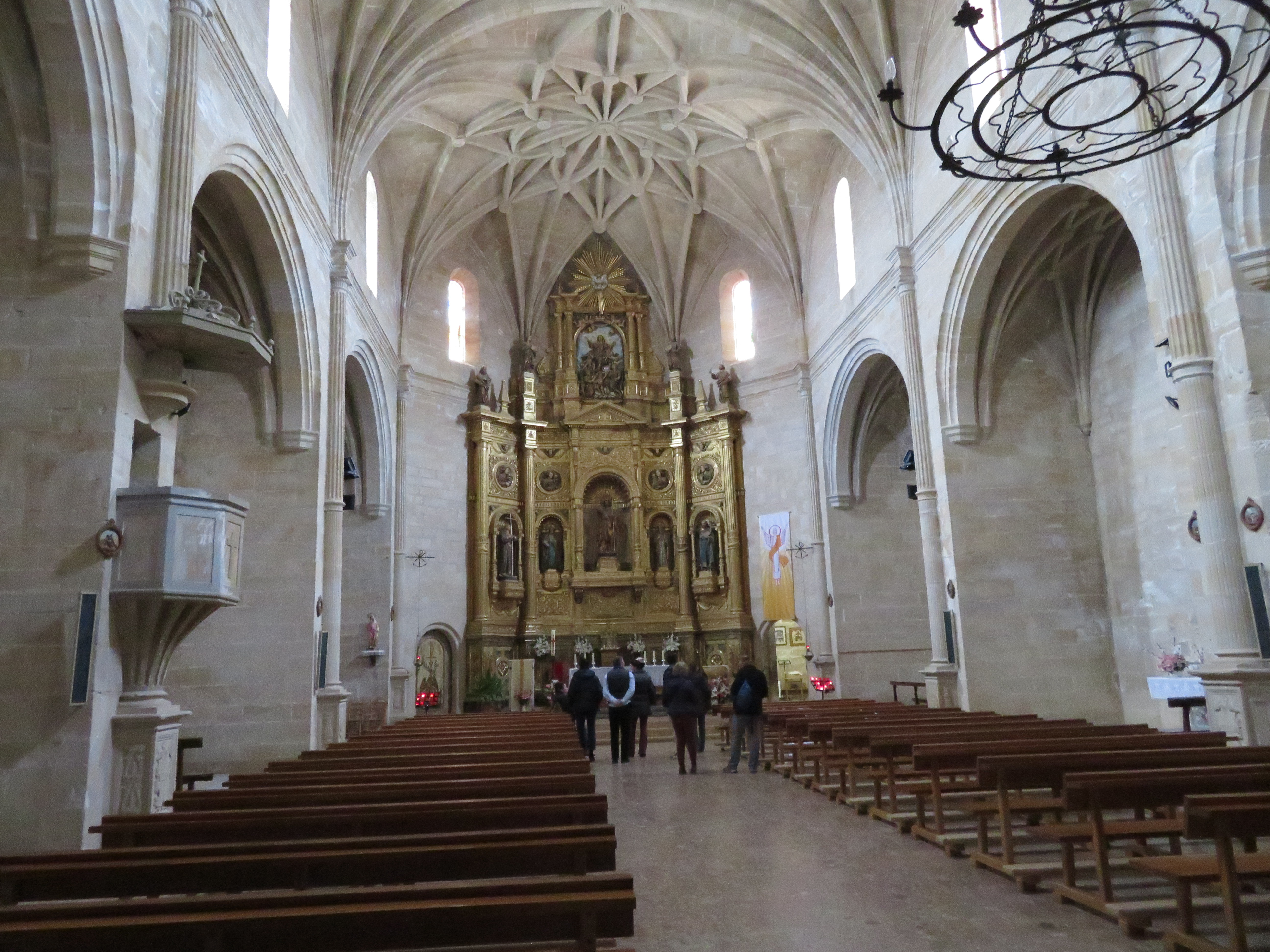
Iglesia de la Asunción en el municipio de Cretas (Teruel).

Consta de una amplia y elevada nave única de cuatro tramos con pequeñas capillas entre los contrafuertes, cabecera poligonal y coro alto a los pies. La sobriedad del interior del conjunto, cubierto con diversos tipos de bóvedas de crucería estrellada, sólo se rompe en el coro, dotado de una balaustrada clásica. 
Por otro lado, al exterior destaca la magnífica fachada realizada en estilo manierista conjugando diversos motivos clásicos. Aparece flanqueada por un orden gigante de columnas acanaladas jónicas que soportan un frontón que enmarca otro cuerpo menor de dos pisos. El piso inferior aparece flanqueado por dos pares de columnas que sujetan un entablamento sobre el que se desarrolla el segundo cuerpo, formado por cinco hornacinas rematadas por otro frontón triangular, sobre el que se abren dos óculos. La iconografía de su portada es muy interesante. Sobre la puerta se representan las figuras de San Pedro y San Pablo ambas enmarcadas en círculos. Sobre ellas un friso con bajorrelieves representando la pasión y la muerte de Jesús. En el primer frontón sobre las cinco hornacinas, hoy vacías, se representa a Dios como padre eterno y un poco más arriba en el frontón superior, un nuevo relieve representando la coronación de la virgen por la trinidad.
A su derecha se alza la elevada torre de planta octogonal y cuatro cuerpos de paramentos lisos acabados en terraza. El resto de los paramentos exteriores sólo se ven animados por la presencia de potentes contrafuertes en la mitad superior del edificio. 